# Bo'ol
 (avril 2024).
La mise en forme du texte ne suit pas les recommandations de Wikipédia : il faut le « wikifier ».
Les points d'amélioration suivants sont les cas les plus fréquents. Le détail des points à revoir est peut-être précisé sur la page de discussion.
- Les titres sont pré-formatés par le logiciel. Ils ne sont ni en capitales, ni en gras.
- Le texte ne doit pas être écrit en capitales (les noms de famille non plus), ni en gras, ni en italique, ni en « petit »…
- Le gras n'est utilisé que pour surligner le titre de l'article dans l'introduction, une seule fois.
- L'italique est rarement utilisé : mots en langue étrangère, titres d'œuvres, noms de bateaux, etc.
- Les citations ne sont pas en italique mais en corps de texte normal. Elles sont entourées par des guillemets français : « et ».
- Les listes à puces sont à éviter, des paragraphes rédigés étant largement préférés. Les tableaux sont à réserver à la présentation de données structurées (résultats, etc.).
- Les appels de note de bas de page (petits chiffres en exposant, introduits par l'outil «  Source ») sont à placer entre la fin de phrase et le point final[comme ça].
- Les liens internes (vers d'autres articles de Wikipédia) sont à choisir avec parcimonie. Créez des liens vers des articles approfondissant le sujet. Les termes génériques sans rapport avec le sujet sont à éviter, ainsi que les répétitions de liens vers un même terme.
- Les liens externes sont à placer uniquement dans une section « Liens externes », à la fin de l'article. Ces liens sont à choisir avec parcimonie suivant les règles définies. Si un lien sert de source à l'article, son insertion dans le texte est à faire par les notes de bas de page.
- La présentation des références doit suivre les conventions bibliographiques. Il est recommandé d'utiliser les modèles {{Ouvrage}}, {{Chapitre}}, {{Article}}, {{Lien web}} et/ou {{Bibliographie}}. Le mode d'édition visuel peut mettre en forme automatiquement les références.
- Insérer une infobox (cadre d'informations à droite) n'est pas obligatoire pour parachever la mise en page.

Pour une aide détaillée, merci de consulter Aide:Wikification.
Si vous pensez que ces points ont été résolus, vous pouvez retirer ce bandeau et améliorer la mise en forme d'un autre article.
 (mars 2024).
Bo'ol (1197 - 1228), également traduit par Boluo; était un aristocrate Zhalayi'er, fonctionnaire de l'empire mongol et fils aîné du roi Muhuali.

## Biographie
Bolu maîtrisait les langues de divers pays et était bon en équitation et en tir. En 1223, à l'âge de vingt-sept ans, il alla voir Gengis Khan qui marchait vers l'ouest. Son père mourut et il retourna à l'est dans les plaines centrales pour succéder au Khan. À cette époque, l'empereur Li Dewang de Xixia était en harmonie avec Jin Lian et Gengis Khan ordonna secrètement à Bolu d'attaquer Xixia. En septembre 1224, il bat Yinzhou, décapite des dizaines de milliers de personnes, obtient des centaines de milliers de personnes, des chevaux, des chameaux, du bétail et des moutons, et capture Tahai, le gouverneur de la prison. Au printemps de l'année suivante, Gengis Khan marcha vers l'ouest et Polo se rendit à Hélin pour rencontrer Gengis Khan. Affaires du manoir de Tongzhi Zhending Wu Xian a tué le maréchal Shi Tianni et Bolucheng a ordonné au frère cadet de Shi Tianni, Shi Tianze, de prendre en charge les affaires du manoir du maréchal en son nom.
En 1226, le général Song Li Quan captura Yidu et envoya le maréchal Zhang Lin à Chuzhou. En septembre, le prince conduisit Sun et ses troupes à Yidu pour attaquer Li Quan. En décembre, Bolu dirigea une grande armée pour soutenir Dai Sun et envoya Li Xisun convoquer Li Quan. Li Quan voulait se rendre, mais son général Tian Shirong et d'autres refusèrent et tuèrent Li Xisun. En mars 1227, Li Quan perça et fut vaincu par Bolu. Li Quan dut entrer dans la ville pour se protéger. En avril, alors que la nourriture dans la ville était épuisée, Li Quan se rendit à la Mongolie. Afin de convaincre les habitants du Shandong, Bolu a demandé à Li Quan de prendre en charge la province de Chuzhou à Huainan, Shandong. Avec les généraux de Li Quan Zheng Yande et Tian Shirong comme adjoints, les comtés et comtés du Shandong ont entendu la nouvelle et se sont rendus.
A cette époque, Tengzhou appartenait toujours au royaume de Jin, et les généraux ne pouvaient pas supporter la chaleur torride et voulaient retarder l'attaque. Bolu a déclaré : " Votre Majesté fait personnellement campagne dans les régions occidentales depuis plusieurs années, mais je n'ai jamais entendu parler d'aucun combat en été. Comment osons-nous y aller doucement ! " Il a exhorté les troupes à avancer. Les soldats Jin furent vaincus dans de nombreuses batailles et se rendirent. Tengzhou appartenait à Shi Tianlu. Boru a ordonné au maréchal d'avant-garde Xiao Naitai de mettre en garnison Jizhou et Yanzhou, la garnison de Kuokuobuhua de mettre en garnison Weizhou, Yizhou et Juzhou en préparation de la dynastie des Song du Sud, et Zhaer de mettre en garnison Hebei en préparation de la dynastie Jin.
En septembre, l'armée retourna à Yanjing et chassa à Changping. Les gens apportèrent du bétail et du vin à offrir, mais ils refusèrent. Lorsque vous y allez, offrez de généreux cadeaux aux personnes présentes dans le musée. Gengis Khan est décédé et Polo est allé à Mobei pour pleurer. En mars 1228, Bolu mourut à Yanshan à l'âge de trente-deux ans en raison de la fatigue causée par les voyages et les campagnes militaires à long terme. Au cours de la deuxième année du règne de Zhizhi, il reçut le titre posthume de Zhongding, et le reste des fonctionnaires et des titres étaient comme son père Muhuali. On lui connait six fils : Tasi (le grand-père d'Antong), Suhuncha, Boyinan, Yemiigan, Yebu et Ali Qishi.